# Once (stacja metra)
Once - 30 de Diciembre – stacja metra w Buenos Aires, na linii H. Znajduje się za stacją Venezuela, a budowaną stacją Corrientes. Stacja została otwarta 31 maja 2007. Dojście tunelem do stacji Plaza Miserere.